# Cachoeira de Paulo Afonso (Frans Post)
Cachoeira de Paulo Afonso é uma pintura a óleo sobre madeira, executada pelo pintor de paisagens neerlandês Frans Post em 1649. A obra retrata a famosa queda de água homônima, localizada no curso do rio São Francisco. Realizado após o retorno de Post à Holanda, o painel encontra-se atualmente conservado no Museu de Arte de São Paulo. 

## A obra

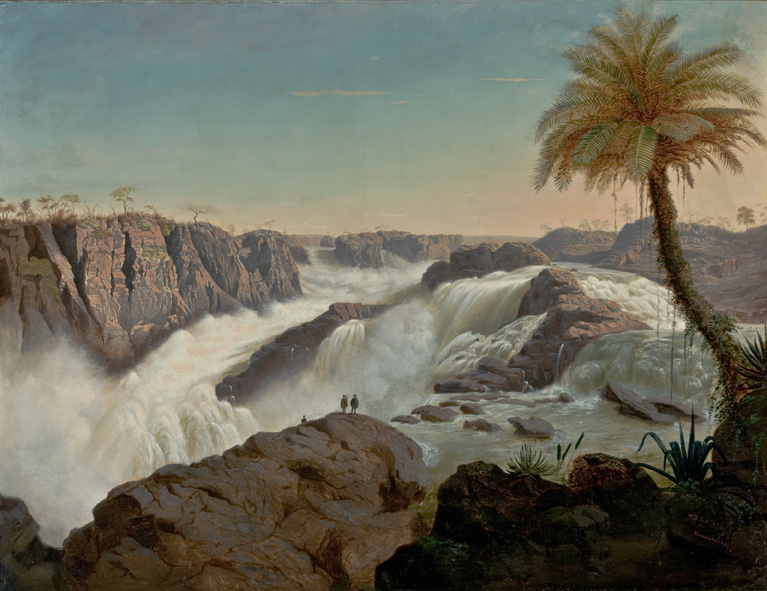
E. F. Schute. Cachoeira de Paulo Afonso, 1850. Museu de Arte de São Paulo, São Paulo.

O lugar representado encontra-se na Bahia, no curso do rio São Francisco, e atrai ainda hoje os turistas que visitam a região. Frans Post foi o primeiro a representar as características da natureza do Nordeste brasileiro, o azul metálico do céu, os verdes opacos, a intensidade da luz, transferindo para a tela, com a ciência da perspectiva própria dos cartógrafos-pintores holandeses, os dados peculiares da paisagem tropical. A obra em pauta, datada de cinco anos depois de Post ter voltado à Holanda, foi reelaborada pelo artista, que se baseou em desenhos tomados no lugar.
A beleza natural do local, já bastante conhecido ainda no período colonial, fez com que a cachoeira se tornasse um ponto de atração de diversos artistas, principalmente pintores e gravadores estrangeiros de passagem pelo Brasil. A ela, dedicaram obras, além de Post, E. F. Schute, Johann Moritz Rugendas e Jean-Baptiste Debret. Na literatura brasileira, são igualmente comuns as referências à mencionada cachoeira, com destaque para o poema A Cachoeira de Paulo Afonso, escrito por Castro Alves em 1876, do qual se reproduz o trecho a seguir:
| “ | Parece arrebentar de debaixo dos pés, como a formosa cascata de Tivoli junto a Roma. Um mugir surdo e continuado, como os preparos para um terremoto, serve de acompanhamento à música estrondosa de variados e diversos sons, produzidos pelos choques das águas. Quer elas venham correndo velocíssimas ou saltando por cima das cristas de montanhas; quer indo em grandes massas de encontro a elas, e delas retrocedendo: caindo em borbotão nos abismos e deles se erguendo em úmida poeira, quer torcendo-se nas vascas do desespero, ou levantando-se em espumantes escarcéus; quer estourando como uma bomba ; quer chegando-se aos vaivéns, e brandamente e com espandanas ou em flocos de escuma alvíssima como arminhos — é um espetáculo assombroso e admirável. | ” |

## Proveniência
Desconhece-se a ubicação da obra no período anterior ao século XIX. Sabe-se que a mesma integrava, desde o início do século XX, o acervo da Galerie Goldschmidt & Wallerstein, em Berlim. Por volta de 1926, o painel foi emprestado em regime de comodato ao Städelsches Museum de Frankfurt am Main, onde permaneceu até 1950, passando, em seguida, à coleção da galeria Durand-Matthiesen, em Genebra. Neste mesmo ano, a obra foi adquirida pelo Museu de Arte de São Paulo (MASP), com recursos doados por Américo Breia e pelos irmãos Adriano e Ricardo Seabra.

### Exposições
Após sua aquisição pelo MASP, Cachoeira de Paulo Afonso tomou parte na turnê de obras do museu paulistano por instituições européias e norte-americanas. Merece destaque sua participação nas exposições Chefs-d'oeuvre du Musée de São Paulo, no Palais de Beaux-Arts de Bruxelas , e Dipinti del Museo d'arte di San Paolo del Brasile, no Palazzo Reale de Milão, ambas realizadas em 1954. A obra também figurou nas exposições Pintores Holandeses do Príncipe Maurício de Nassau, no Museu de Arte Moderna do Rio de Janeiro (1968), Da Raffaello a Goya... da Van Gogh a Picasso, novamente em Milão (1987), Frans Post Paradisiesche Landschaft, no Kunsthalle, em Basileia (1990), e Brasilien Entedeckung und Selbstentdeckung, no Kunsthalle de Zurique (1992).